# Gareth Barry
Gareth Barry (n. 23 februarie, 1981, Hastings) este un fotbalist englez care evoluează la clubul West Bromwich Albion. Împreună cu Gareth Southgate, este singurul jucător care a jucat două finale pe fostul stadion Wembley, odată pe Villa împotriva lui Chelsea și odată pentru echipa națională de fotbal a Angliei împotriva Germaniei. A jucat pentru Anglia la Euro 2000 și la Campionatul Mondial din 2010. Unul dintre jucătorii emblematici ai formației Aston Villa, Gareth a depășit 400 de meciuri jucate pentru această formație în întreaga sa carieră, rămânând la Villa chiar și după scandalul din vara anului 2008, când deranjat de către antrenorul său Martin O'Neill, care, deși declarase că dorește să îl rețină pe Villa Park, nu a intervenit împotriva transferării sale la Liverpool FC, iar el a declarat că ar dori să părăsească Villa pentru „cormorani”, deoarece ar avea șansa de a evolua în UEFA Champions League. În urma acestui incident, Barry și-a pierdut banderola de căpitan al echipei. În 2009, s-a transferat la echipa Manchester City.

## Cariera

### La echipe de club
Gareth Barry a început să joace fotbal la juniorii formației Brighton & Hove Albion. Împreună cu colegul său Michael Standing, care era considerat mult mai talentat la acea vreme, a ajuns la Aston Villa. Deși nu i s-au dat multe șanse de a ajunge un fotbalist strălucit, Barry a debutat în sezonul 1997-1998 la Aston Villa. Standing nu avea să evolueze niciodată pentru Villa în Premier League, ajungând până la urmă să evolueze la formații precum Grays Athletic sau Lewes FC.
Gareth Barry a debutat la Aston Villa pe data de 2 mai 1998, într-un meci susținut de formația sa împotriva celor de la Sheffield Wednesday. Primul post pe care a evoluat Barry a fost cel de fundaș central, într-un sistem cu trei fundași, alături de Gareth Southgate și Ugo Ehiogu. El evolua pe partea stângă a acestui cuplu de trei fundași centrali.
În doar al doilea sezon petrecut de Barry la Villa, acesta a bifat 32 de partide jucate în Premier League și încă 5 în Cupa Angliei și Cupele Europene. Astfel, la vârsta de doar 17 ani, fotbalistul din Hastings devenea om de bază la Aston Villa, ajungând cu timpul căpitanul echipei.
În sezonul 1999-2000 al Cupei Angliei, Aston Villa a ajuns până în finala acestei competiții, iar Gareth Barry a fost folosit și în ultimul act. Aston Villa a pierdut însă finala împotriva lui Chelsea, după golul marcat de italianul Roberto Di Matteo în minutul 73, în urma unei grave greșeli a portarul lui Villa, David James.
În 2001, Gareth Barry și Aston Villa câștigau Cupa UEFA Intertoto, după victorii împotriva formațiilor NK Slaven Belupo, Stade Rennais și formația elvețiană FC Basel, de aceasta din urmă în finală. Era primul trofeu câștigat de Barry în calitate de fotbalist profesionist. Din păcate, formația din Birmingham avea să fie eliminată din Cupa UEFA de NK Varteks.
Anul 2008 a fost unul excelent pentru Barry. Mai întâi, și-a ajutat echipa să iasă dintr-o pasă proastă, marcând două goluri și pasând decisiv de două ori într-o victorie obținută în fața celor de la Bolton Wanderers, cu scorul de 4-0. Cu câteva luni înainte, în octombrie 2007, în meciul tur cu Bolton, el a reușit să devină cel mai tânăr jucător care să atingă bariera celor 300 de partide în Premier League, depășindu-l pe deținătorul recordului, Frank Lampard.
A urmat o perioadă mai puțin fastă pentru Barry, datorată unor oferte venite din partea clubului Liverpool. Deși antrenorul lui Aston Villa, Martin O'Neill, a refuzat două oferte din partea "Cormoranilor", el a fost tentat să o accepte pe a treia, iar Gareth Barry a răbufnit, declarând că, în caz că antrenorul său nu mai are nevoie de el, și-ar dori să joace pentru Liverpool, echipă care evoluează constant în grupele Ligii Campionilor. Ca urmare a acestui incident, Barry și-a pierdut banderola de căpitan, care i-a fost acordată fundașului central danez Martin Laursen. Până la urmă, transferul său la Liverpool a intrat în impas, nerealizându-se în cele din urmă. Pe 14 august, a revenit în echipa lui Villa, care a învins cu 4-1 formația FH Hafnarfjörður, echipă din Insulele Feroe, marcând și un gol. La data de 18 septembrie 2008, Gareth Barry a reușit să bifeze cea de-a 400-a prezență pentru formația Aston Villa, în meciul câștigat de aceasta în Cupa UEFA, scor 3-1, împotriva formației Litex Lovech, din Bulgaria.
În vara anului 2009, Barry a părăsit echipa Aston Villa, după doisprezece ani petrecuți pe Villa Park. El nu a plecat la una din formațiile calificate în UEFA Champions League, deși declarase că va pleca de la formația din Birmingham doar dacă aceasta nu se va califica în cea mai importantă competiție inter-cluburi, ci a ales Manchester City, pentru că voia o nouă provocare. Suma de transfer a fost una importantă, 12 milioane de lire sterline. A purtat tricoul cu numărul 18. Mulți fani ai Aston Villa l-au criticat pe Barry pentru această decizie ținând cont de faptul că își dorea să joace în UEFA Champions League. A debutat pentru City în primul meci din sezon cu Blackburn Rovers pe Ewood Park, fiind integralist și câștigând meciul cu 2–0.
A marcat primul gol pentru City împotriva lui Manchester United pe Old Trafford pe 20 septembrie 2009, dar City a pierdut meciul cu scorul de 4–3.
Gareth Barry s-a retras din fotbalul profesionist la 39 de ani, pe data de 27 august 2020, ultimul său club profesionist fiind West Bromwich.

## La națională
Un fost căpitan al echipei naționale sub 18 ani a Angliei, Gareth Barry a debutat în anul 1998 la echipa U-21 a Angliei, într-o partidă amicală jucată de englezi împotriva Republicii Cehe. Pe 31 mai 2000, într-un amical care a precedat participarea Angliei la Euro 2000, Barry a debutat la echipa națională de fotbal a Angliei în partida contra Ucrainei, când a intrat din postură de rezervă. Norocul lui Barry a fost Jason Wilcox, care s-a accidentat cu puțin timp înainte de Euro 2000 și a ratat participarea la acest turneu final în favoarea tânărului Gareth, care însă nu a reușit să joace în niciun meci pentru Anglia.
Pe 2 septembrie 2000, Barry era pentru prima oară integralist în echipa Angliei, într-un meci jucat de aceasta împotriva Franței. După încă câteva partide disputate de el în 2003, nu a mai fost chemat la echipa națională până în anul 2007, când, la data de 7 februarie, și-a făcut revenirea într-un meci Anglia - Spania.
Pe 25 mai, Barry a evoluat pentru echipa națională secundă a țării sale (Anglia B) într-un meci amical disputat împotriva Albaniei. El a reușit să dea o pasă decisivă la golul lui Alan Smith. La finalul meciului din preliminariile Euro 2008 jucat împotriva Estoniei, Gareth a primit distincția de omul meciului. Din păcate pentru el, Anglia a ratat calificarea la acest turneu final.
La data de 1 iunie, în meciul amical jucat la Port of Spain împotriva naționalei statului Trinidad & Tobago, Gareth Barry a bifat cea de-a 20-a prezență pentru naționala Albionului, fiind căpitanul acesteia în repriza a doua. Mai mult, a încununat acest meci jubiliar pentru el cu primul său gol pentru echipa națională a Angliei, el deschizând scorul în această partidă.
A fost chemat pentru lotul participant la Euro 2012, dar s-a accidentat și nu a jucat nici un meci.

## Palmares
Aston Villa
- Cupa UEFA Intertoto (1): 2001[11]

Manchester City
- FA Cup (1): 2010-2011[12]

Premier League (1): 2011-2012
Individual
- Aston Villa Player of the Season: 2006–07